# License to Wed
License to Wed (en España: Hasta que el cura nos separe, en Argentina, Chile, Ecuador, México y Venezuela: Licencia para casarse) es una comedia romántica del 2007 protagonizada por Robin Williams, Mandy Moore y John Krasinski y dirigida por Ken Kwapis: La película fue estrenada el 3 de julio de 2007. Grabada en Jamaica, Los Ángeles y Vancouver.

## Argumento
Sadie Jones (Mandy Moore) siempre ha deseado casarse con el hombre de sus sueños en la iglesia familiar. Aunque ha encontrado su compañero de por vida Ben Murphy (John Krasinski), Sadie se angustia al saber que la iglesia San Agustín, solamente tiene una fecha libre durante los próximos dos años, pero después de revisar el libro de nuevo, descubren que la boda puede ocurrir en tres semanas.
Pero ocurre que el excéntrico ministro de la iglesia, Reverendo Frank (Robin Williams), no casará a la pareja, hasta que conjuntamente tomen un curso prematrimonial, cuya duración es de tres meses, pero que accede a acortar a tres semanas, debido a la proximidad de la fecha de la boda. A medida que la fecha se aproxima, Sadie y Ben deben de tomar cada una de las inusuales clases y completar una serie de tareas diseñadas para molestarse el uno al otro – con el fin de ir más allá del enamoramiento y asegurarse de que su unión sea bien establecida. 
Para el asombro de Ben, Frank no permite el sexo premarital. Al servicio de Frank, su joven acólito entra a la casa de la pareja y pone un micrófono. Así Frank y su acólito pueden escuchar todas sus conversaciones, aunque Frank no deja que el muchacho escuche las partes para adultos. Ben descubre el micrófono, pero no le dice a Sadie, por miedo a que piense que miente y que el mismo lo puso.
En una parte del curso, la pareja tiene que cuidar unos gemelos robot bebés. Ellos sacan de sus casillas a Ben y destruye uno, mientras quienes observan piensan que está matando a un bebé de verdad.
Poco antes de la boda, Sadie se arrepiente, entre otras cosas porque Ben no ha escrito sus votos prenupciales, aun cuando Frank le dijo que lo hiciera y le dio una libreta para ello. Sadie se va con su familia de vacaciones a donde iba a ser su luna de miel. Ben y Frank viajan también, cada uno aparte, hacia allá. La pareja se reconcilia, y Frank los casa allá.

## Reparto
| Actor                | Personaje              |
| -------------------- | ---------------------- |
| Robin Williams       | Reverendo Frank Dorman |
| Mandy Moore          | Sadie Jones            |
| John Krasinski       | Ben Murphy             |
| Jennifer Garner      | Detective Sarah Jones  |
| Eric Christian Olsen | Carlisle Myers         |
| Christine Taylor     | Lindsey Jones          |
| Josh Flitter         | Acólito                |
| DeRay Davis          | Joel                   |
| Peter Strauss        | Mr. Jones              |
| Grace Zabriskie      | Abuela Jones           |
| Roxanne Hart         | Mrs. Jones             |
| Mindy Kaling         | Shelly                 |
| Angela Kinsey        | Judith                 |
| Rachael Harris       | Janine                 |
| Brian Baumgartner    | Jim                    |
| Travis T. Flory      | Chico de la Iglesia    |